# USS Mervine (DD-322)
USS Mervine (DD-322) – amerykański niszczyciel typu Clemson będący w służbie United States Navy w okresie po I wojnie światowej. Patronem okrętu był Rear Admiral William Mervine.
Stępkę okrętu położono 28 kwietnia 1919 w stoczni Union Plant, Bethlehem Shipbuilding Corporation w San Francisco. Zwodowano go 11 sierpnia 1919, matką chrzestną była Eileen D. McCarthy. Jednostka weszła do służby 28 lutego 1921, pierwszym dowódcą został Commander C. E. Battle, Jr.
"Mervine" dołączył do Floty Pacyfiku w San Diego po odbyciu rejsu odbiorczego i pozostawał w tej formacji przez cały okres służby. Poza kilkoma przerwami, przez cały okres 9 lat służby operował w rejonie zachodniego wybrzeża USA. Brał udział w dorocznych manewrach floty. Udział w Fleet Problem I (1923) i II, III, IV (1924) zabrał go w rejon strefy Kanału Panamskiego i na Karaiby. Fleet Problem VI (1926), VII (1928) i  IX (1929) odbyły się z jego udziałem w rejonie Ameryki Środkowej i w pobliżu Hawajów. Okręt przepłynął przez Pacyfik tylko dwa razy, biorąc udział w podróży dobrej woli do Samoa i Australii w lecie 1925 (1 lipca do 26 września).
18 września 1929 okręt po raz ostatni wszedł do San Diego. Został wycofany ze służby 4 czerwca 1930, odholowany do Mare Island 14 czerwca na złom. "Mervine" został skreślony z listy okrętów floty 3 listopada 1930.